# Beleth
Beleth, poznat i kao Bileth i Bilet, prema demonologiji, trinaesti duh Goecije koji ima zapovjedništvo nad osamdeset i pet legija. Nosi titulu kralja u paklu i veoma je moćan i strašan. Prikazuje ga se kako jaše bijelog konja, a pred njim hodaju glazbenici koji sviraju razne instrumente. Ima sposobnost da potakne ljubav između muškaraca i žena. Teško ga je prizvati, ali ako to čarobnjaku uspije imat će velikih koristi od njega. Kad ga se prvi put istjeruje, egzorcira, vrlo je bijesan i grub te čarobnjak koji ga je prizvao mora držati ljeskov čarobni štap u svojoj ruci, usmjeriti ga prema južnom i istočnom kvadrantu te njime napraviti trokut izvan magijskog kruga, a potom mu zapovijediti da uđe u trokut. Kod prizivanja čarobnjak mora imati srebrni prsten na srednjem prstu lijeve ruke koju će držati ispred svog lica kako bi se zaštitio od gorućeg daha bijesnog demona.
Njemački liječnik i okultist Johann Weyer (1515.-1588.) tvrdi u svom djelu Pseudomonarchia Daemonum kako vino može natjerati Beletha na suradnju.